# Kulcsár Katalin
Kulcsár Katalin (Győr, 1984. december 7. –) magyar női nemzetközi labdarúgó-játékvezető. Jelenlegi lakhelye Győr-Ménfőcsanak. Egyéb foglalkozása közgazdász, üzleti tanácsadó.

## Pályafutása

### Labdarúgóként
A testvérével együtt futballozott. Az édesapja is előbb játékos volt, majd játékvezetői vizsgát tett.

### Labdarúgó-játékvezetőként

#### Nemzeti játékvezetés
A játékvezetői vizsgát 1999-ben Győr-Moson-Sopron megyében, 14 évesen tette le. A küldési gyakorlat szerint rendszeres 4. bírói, illetve alapvonali játékvezetői tevékenységet is végez. 2001-ben fontos követelmény volt a fizikai tesztek megbízható teljesítése. A nemzetközi Labdarúgó Szövetség, a FIFA JB felkérésére minden tagállam labdarúgó-szövetségének ki kellett alakítania a női élvonalat, ennek egyik mentorált képviselője. 2006-ban mutatkozott be felnőtt férfimérkőzésen, az NB II-ben a Celldömölk–Budaörs találkozót vezette. 
Gaál Gyöngyi után a második hölgy, aki a magyar élvonalban mérkőzést vezetett: 
| Időpont         | Helyszín                          | Mérkőzés típusa   | Mérkőzés                      | Eredmény | Asszisztense                |
| --------------- | --------------------------------- | ----------------- | ----------------------------- | -------- | --------------------------- |
| 2011. május 22. | Révész Géza utcai stadion, Siófok | NB. I-es mérkőzés | BFC Siófok–Budapest Honvéd FC | 1 : 3    | Farkas Balázs/Iványi István |

#### Nemzetközi játékvezetés
A Magyar Labdarúgó-szövetség (MLSZ) Játékvezető Bizottsága (JB) terjesztette fel nemzetközi játékvezetőnek, a Nemzetközi Labdarúgó-szövetség (FIFA) 2004-től tartja nyilván bírói keretében. 2005-ben több játékvezető társával együtt Madridban nemzetközi mérkőzéseken bíráskodott. Több Európa-bajnoki és világbajnoki selejtező mérkőzést vezetett, vagy működő társának 4. bíróként segített. Az UEFA JB félévente sorolja osztályokba a nemzetközi játékvezetőket, 2009-ben 2. kategóriába sorolták.

#### Női labdarúgó-világbajnokság

##### U17-es női labdarúgó-világbajnokság
Costa Rica rendezte a 4., a 2014-es U17-es női labdarúgó-világbajnokságot, ahol a FIFA JB hivatalnokként alkalmazta.

###### 2014-es U17-es női labdarúgó-világbajnokság
| Időpont           | Helyszín                                   | Mérkőzés típusa              | Mérkőzés          | Eredmény | Nézők száma |
| ----------------- | ------------------------------------------ | ---------------------------- | ----------------- | -------- | ----------- |
| 2014. március 15. | Edgardo Baltodano Briceño Stadion, Liberia | csoportmérkőzés (B. csoport) | Ghána–Észak-Korea | 2 – 0    | 2910        |
| 2014. március 23. | GSP Stadion, Nicosia                       | csoportmérkőzés(D. csoport)  | Kolumbia–Kína     | 1 – 3    | 3199        |

##### U20-as női labdarúgó-világbajnokság
Kanada rendezte a 7., a 2014-es U20-as női labdarúgó-világbajnokságot, ahol a FIFA JB 4. (tartalék) bíróként vette igénybe szolgálatát.

##### 2015-ös női labdarúgó-világbajnokság
A Nemzetközi Labdarúgó-szövetség 2015. márciusában nyilvánosságra hozta annak a 29 játékvezetőnek (22 közreműködő valamint 7 tartalék, illetve 4. bíró) és 44 asszisztensnek a nevét, akik közreműködhetnek Kanadában a 2015-ös női labdarúgó-világbajnokságon. A 9 európai játékvezető hölgy között szerepel a listán. A világbajnokság legfiatalabb játékvezetője.
A kijelölt játékvezetők és asszisztensek 2015. június 26-án Zürichben, majd két héttel a világtorna előtt Vancouverben vesznek rész továbbképzésen, egyben végrehajtják a szokásos elméleti és fizikai Cooper-tesztet. Végérvényesen itt döntenek a mérkőzésvezető és támogató játékvezetők személyéről.

###### Selejtező mérkőzés
Selejtező mérkőzéseket az UEFA zónában vezetett.
| Időpont              | Helyszín                       | Mérkőzés típusa           | Mérkőzés               | Eredmény | Nézők száma |
| -------------------- | ------------------------------ | ------------------------- | ---------------------- | -------- | ----------- |
| 2013. október 31.    | NTC Stadion, Senes             | előselejtező (1. csoport) | Szlovákia–Oroszország  | 0 – 2    | 324         |
| 2013. november 23.   | Deleite Stadion, Aranjuez      | előselejtező (2. csoport) | Spanyolország–Románia  | 1 – 0    | 1566        |
| 2014. május 7.       | Den Dreef Stadion, Leuven      | előselejtező (5. csoport) | Belgium–Hollandia      | 0 – 2    | 2646        |
| 2014. június 14.     | Niedermatten Stadion, Wohlen   | előselejtező (3. csoport) | Svájc–Izrael           | 9 – 0    | 950         |
| 2014. szeptember 13. | Silvio Piola Stadion, Vercelli | előselejtező (2. csoport) | Olaszország–Észtország | 4 – 0    | 1000        |

###### Világbajnoki mérkőzés
| Időpont          | Helyszín                                | Mérkőzés típusa              | Mérkőzés        | Eredmény | Nézők száma |
| ---------------- | --------------------------------------- | ---------------------------- | --------------- | -------- | ----------- |
| 2015. június 8.  | BC Place Stadion, Vancouver             | csoportmérkőzés (C. csoport) | Kamerun–Ecuador | 6 – 0    | 25 942      |
| 2015. június 15. | Investors Group Field Stadion, Winnipeg | csoportmérkőzés (A. csoport) | Kína–Új-Zéland  | 2 – 2    | 26 191      |

#### Női labdarúgó-Európa-bajnokság

##### U17-es női labdarúgó-Európa-bajnokság
Svájc Nyon-ban rendezte a 2., a 2009-es U17-es női labdarúgó-Európa-bajnokságot, ahol a FIFA/UEFA JB bíróként foglalkoztatta.

###### 2009-es U17-es női labdarúgó-Európa-bajnokság
Játékvezetői teljesítményének köszönhetően soron kívüli meghívást kapott a női játékvezetők, Frankfurt am Mainban sorra kerülő UEFA továbbképzésére. Az Eurosport egyenes adásában közvetítette, amint Michel Platini UEFA-elnök és Michel Vautrot, egykori kiváló játékvezető jelenlétében Svájcban a kontinens legfiatalabb FIFA játékvezetője - kiváló szakmai értékelést kapva - levezette a női döntőt.

###### Európa-bajnoki mérkőzés
| Időpont          | Helyszín                    | Mérkőzés típusa | Mérkőzés                  | Eredmény | Asszisztensek                           |
| ---------------- | --------------------------- | --------------- | ------------------------- | -------- | --------------------------------------- |
| 2009. június 22. | Colovray Sportközpont, Nyon | egyik elődöntő  | Németország–Franciaország | 4 : 1    |                                         |
| 2008. június 25. | Colovray Sportközpont, Nyon | döntő           | Spanyolország–Németország | 0 : 7    | Asa Olsson (svéd)/Seçim Demirel (török) |

##### U19-es női labdarúgó-Európa-bajnokság
Izland a 10., a 2007-es U19-es női labdarúgó-Európa-bajnokságot, Macedónia a 13., a 2010-es U19-es női labdarúgó-Európa-bajnokságot
rendezte, ahol az UEFA JB bíróként foglalkoztatta.

###### Európa-bajnoki mérkőzés
| Időpont          | Helyszín                         | Mérkőzés típusa              | Mérkőzés                    | Eredmény |
| ---------------- | -------------------------------- | ---------------------------- | --------------------------- | -------- |
| 2007. július 20  | Városi Stadion, Kópavogur        | csoportmérkőzés (A. csoport) | Izland–Dánia                | 1 – 2    |
| 2007. július 23. | Víkingsvöllur Stadion, Reykjavík | csoportmérkőzés (B. csoport) | Franciaország–Lengyelország | 4 – 0    |
| 2007. július 26. | Víkingsvöllur Stadion, Reykjavík | egyik elődöntő               | Anglia–Norvégia             | 3 – 0    |

| Időpont         | Helyszín                   | Mérkőzés típusa              | Mérkőzés                    | Eredmény | Nézők száma |
| --------------- | -------------------------- | ---------------------------- | --------------------------- | -------- | ----------- |
| 2010. május 27. | Philip II Stadion, Szkopje | csoportmérkőzés (B. csoport) | Spanyolország–Franciaország | 0 : 1    | 200         |
| 2010. május 30. | Philip II Stadion, Szkopje | csoportmérkőzés (A. csoport) | Anglia–Németország          | 1 : 2    | 250         |
| 2010. június 2. | Philip II Stadion, Szkopje | egyik elődöntő               | Hollandia–Anglia            | 0 : 0    | 300         |

---
A női európai labdarúgó torna döntőjéhez vezető úton Svédország rendezte a 2013-as női labdarúgó-Európa-bajnokságot, ahol az UEFA JB játékvezetőként foglalkoztatta.

##### 2013-as női labdarúgó-Európa-bajnokság

###### Európa-bajnoki mérkőzés
| Időpont          | Helyszín                      | Mérkőzés típusa              | Mérkőzés                | Eredmény | Nézők száma |
| ---------------- | ----------------------------- | ---------------------------- | ----------------------- | -------- | ----------- |
| 2013. július 16. | Örjans Vall Stadion, Halmstad | csoportmérkőzés (A. csoport) | Svédország–Olaszország  | 3 – 1    | 7288        |
| 2013. július 11. | Guldfågeln Stadion, Kalmar    | csoportmérkőzés (B. csoport) | Norvégia–Izland         | 1 – 1    | 3867        |
| 2013. július 21. | Myresjöhus Stadion, Växjö     | egyik elődöntő               | Olaszország–Németország | 0 – 1    | 9265        |

#### Algarve-kupa
Portugália rendezte a 19.,  a 2012-es Algarve-kupa, a 20., a 2013-as Algarve-kupa labdarúgó tornát, ahol a FIFA JB játékvezetőként vette igénybe szolgálatát.

##### 2012-es Algarve-kupa

###### Algarve-kupa mérkőzés
| Időpont          | Helyszín                                      | Mérkőzés típusa              | Mérkőzés         | Eredmény | Nézők száma |
| ---------------- | --------------------------------------------- | ---------------------------- | ---------------- | -------- | ----------- |
| 2012. március 2. | Municipal Stadion, Vila Real de Santo António | csoportmérkőzés (A. csoport) | Németország–Kína | 1 – 0    | 300         |
| 2012. március 7. | Algarve Stadion, Faro                         | 9. helyért                   | Portugália–Kína  | 0 – 1    |             |

##### 2013-as Algarve-kupa

###### Algarve-kupa mérkőzés
| Időpont          | Helyszín                    | Mérkőzés típusa              | Mérkőzés         | Eredmény | Nézők száma |
| ---------------- | --------------------------- | ---------------------------- | ---------------- | -------- | ----------- |
| 2013. március 8. | Bela Vista Stadion, Parchal | csoportmérkőzés (A. csoport) | Norvégia–Dánia   | 0 – 0    | 348         |
| 1971. február 3. | Bela Vista Stadion, Parchal | 11. helyért                  | Wales–Portugália | 1 – 1    |             |

#### Nemzetközi kupamérkőzések

##### Női UEFA-kupa
2008-ban a női Bajnokcsapatok kupájának első döntőjében Gaál Gyöngyi 4., tartalék játékvezetője lehetett. 2016-ban a sorozat döntőjének a játékvezetője.
| Időpont         | Helyszín                     | Mérkőzés típusa     | Mérkőzés                                           | Eredmény                     | Nézők száma | Asszisztensek                        |
| --------------- | ---------------------------- | ------------------- | -------------------------------------------------- | ---------------------------- | ----------- | ------------------------------------ |
| 2008. május 17. | T3 Arena Stadion, Umeå       | első döntő mérkőzés | Umeå IK (svéd)–1. FFC Frankfurt (német)            | 1 : 1                        | 4 128       | Makkosné Petz Brigitta/Kulcsár Judit |
| 2016. május 26. | Mapei stadion, Reggio Emilia | döntő               | VfL Wolfsburg (német)–Olympique Lyonnais (Francia) | 1 : 1 (tizenegyesekkel: 3-4) | 15 117      | Hima Andrea/Kulcsár Judit            |

## Szakmai sikerek
A Nemzetközi Labdarúgás-történeti és -statisztikai Szövetség (International Federation of Football History & Statistics) (IFFHS) a 2014-es év szakmai eredményessége alapján az év tíz legjobb női labdarúgó-játékvezetője közé rangsorolta. 2014-ben Margaret Domka mögött a 7. helyen végzett. 2016-ban az IFFHS a világ legjobb női bírójának választotta.

## Családi kötődés
Édesapja több évtizeden keresztül volt labdarúgó-játékvezető.
Párja Kassai Viktor, játékvezető, az osztrák játékvezetők főnöke.

## Külső hivatkozások
- Kulcsár Katalin. kisalfold.hu. [2010. augusztus 8-i dátummal az eredetiből archiválva]. (Hozzáférés: 2011. augusztus 7.)
- Kulcsár Katalin. fifa.com. [2021. február 12-i dátummal az eredetiből archiválva]. (Hozzáférés: 2015. április 15.)
- Kulcsár Katalin. resources.fifa.com. [2019. június 8-i dátummal az eredetiből archiválva]. (Hozzáférés: 2015. április 15.)
- Kulcsár Katalin. worldfootball.net. (Hozzáférés: 2015. április 16.)
- Kulcsár Katalin. oregfiuk.hu. [2015. április 16-i dátummal az eredetiből archiválva]. (Hozzáférés: 2015. április 16.)
- Kulcsár Katalin. fifa.com. [2015. április 16-i dátummal az eredetiből archiválva]. (Hozzáférés: 2015. április 16.)
- Kulcsár Katalin. iffhs.de. [2015. április 8-i dátummal az eredetiből archiválva]. (Hozzáférés: 2015. április 26.)
- Kulcsár Katalin. focibiro.hu (hozzáférés: 2021. április 11.)

| Elődje: Rhona Daly (ír) | U17-es női Eb döntő 2008 | Utódja: Anastasia Pustovoitova (orosz) |

| Elődje: Margaret Domka (6) | IFFHS legjobbja 2014 (7) | Utódja: Jamagisi Szacsiko (8) |